# تشارلز برادلي هوف
تشارلز برادلي هوف (بالإنجليزية: Charles Bradley Huff)‏ مواليد 5 فبراير 1979 في فير غروف، هو دراج أمريكي.

## روابط خارجية
- تشارلز برادلي هوف على موقع الاتحاد الدولي للدراجات (الإنجليزية)
- تشارلز برادلي هوف على موقع أرشيف الدراجات (الإنجليزية)
- تشارلز برادلي هوف على موقع إحصائيات الدراجات الإحترافية (الإنجليزية)
- تشارلز برادلي هوف على موقع نسبة الدراجات (الإنجليزية)